# Mota del Cuervo
Mota del Cuervo település Spanyolországban, Cuenca tartományban. Mota del Cuervo Pedro Muñoz, El Toboso, Los Hinojosos, Santa María de los Llanos, Las Mesas és Socuéllamos községekkel határos. Lakosainak száma 6121 fő (2024).

## Népesség
A település népessége az utóbbi években az alábbiak szerint változott:
| Lakosok száma | 5644 | 5912 | 6078 | 6307 | 6376 | 6259 | 6045 | 5990 | 6035 | 6121 |
|               | 2001 | 2004 | 2006 | 2009 | 2011 | 2014 | 2016 | 2019 | 2021 | 2024 |